# Coremedia
CoreMedia AG成立于1996年，是一家提供数字版权管理和企业内容管理的国际化本地软件公司。 

## 公司
CoreMedia AG坐落于德国汉堡，有近130位员工；并在伦敦、纽约、奥斯陆和新加坡设有分公司。CoreMedia AG于1996年由Sören Stamer（现公司董事主席）、Jochachim W Schmidt教授（现监事会主席）、Florian Matthes教授和 Andreas Gawecki以 Higher Order为名，作为汉堡大学的分立机构而建立。这家股份公司没有上市。 公司2004年到2005年的销售额达到近一千五百万欧元。主要投资者为Equitrust、Setubal（M.M.Warburg&CO）、tbg和 T-Venture。

## 产品
CoreMedia AG股份公司首先开始从事内容管理系统。近几年来，公司也開始发展数字版权管理業務。CoreMediaAG公司的内容管理系统在欧洲处于领先地位，在移动数字管理方面已成为全球先锋企业。

### CoreMedia CMS
CoreMedia CMS的产品是企业内容管理系统，此系统主要运用在高频率的線上登錄。软件是利用Java计算机语言开发出来的。根據开发商的介绍，此软件可以在技术上（不同的服务器）和内容上（各种语言或不同内容范围）彈性調整，也符合多通路整合（Multi-Channel-Delivery）。服务周到、软件的经济性是公司最好的宣传广告。公司主要的客户为Bertelsmann（贝塔斯曼），bild.de，Continental，Deutsche Telekom（德国电讯），包括其网站（页面存档备份，存于）T-Online，dpa和德国的o2公司。除此之外，德国联邦政府也将CoreMedia CMS作为政府的标准内容管理系统，它同时也是建立联邦和各州政府的政府网站的广泛应用的主要组件。

### CoreMedia DRM
CoreMedia DRM包括一系列的完整组件，这些组件对受保护的数码内容传送的整个运行起着非常重要的作用。CoreMedia DRM是以工业标准OMA DRM 1.0，2.0和Windows DRM为基准。除了DRM-平台，CoreMedia还提供单一的组件，例如：CoreMedia DRM Packaging服务器（版权-独立数据设计及其密码），CoreMedia DRM ROAP服务器（设计，包括超级分配特性）和CoreMedia DRM Client（将各种最终技术设备数据分配到手机和计算机上）。CoreMedia AG 的DRM業務主要客户为Musicload、Nokia、Turkcell、VIVO和Vodafone。